# Sadóvoye (Adiguesia)
Sadóvoye (del ruso: Садовое) es un pueblo (selo) del raión de Krasnogvardéiskoye en la república de Adiguesia de Rusia. Está situado 17 km al sudeste de Krasnogvardéiskoye y 54 km al noroeste de Maikop, la capital de la república. Tenía 1 315 habitantes en 2010
Es centro administrativo del municipio homónimo, al que pertenecen asimismo Bzhedugjabl y Verjnenazarovskoye.